# Добыча меди в Никарагуа
Добыча меди являлась одной из отраслей экономики Никарагуа.

## История
О наличии на территории Никарагуа месторождений меди было известно достаточно давно, в начале XX века они уже разрабатывались, но объём добычи меди кустарными способами был незначителен.
Интерес к разработке никарагуанских медных месторождений появился у США после окончания второй мировой войны, с 1951 года началась промышленная добыча медной руды на одном руднике «Росита», принадлежавшем компании из США. В 1960 году здесь было получено и вывезено в США 4,9 тыс. тонн неочищенной меди. Позднее добыча меди продолжалась в небольших объёмах.
В 1977 году в стране добыли 500 тонн меди.
После победы Сандинистской революции 19 июня 1979 года правительство страны приняло закон о национализации собственности семейства Сомоса. В дальнейшем, в ноябре 1979 года был принят декрет № 137 об отмене концессий на добычу полезных ископаемых, выданных семейством Сомоса и национализации горнодобывающей промышленности. Иностранным компаниям была предложена компенсация — их имущество планировалось выкупить с предоставлением 6,5-процентных облигаций государственного образца с пятилетним сроком погашения. В 1980 году предприятия горной промышленности были национализированы.
В дальнейшем, в условиях организованной США экономической блокады и начавшихся боевых действий против «контрас» положение в экономике осложнилось, однако добыча меди продолжалась в небольших объёмах.
По состоянию на начало 1984 года оставшиеся запасы медных руд в стране составляли около 1,5 млн. тонн с содержанием полезного компонента в пределах 0,46 - 0,78% (при среднем уровне 0,74%). Подтверждённые запасы в пересчёте на металл составляли 35 тыс. тонн меди. Месторождения медных руд были представлены скарновой и гидротермальной генетическими группами. Местом добычи меди являлось месторождение Росита (где основными рудными минералами являлись халькопирит, халькозин, ковеллин, борнит, малахит, азурит), но имелись и мелкие рудопроявления - в частности, гидротермальное жильное месторождение Эль-Кобре среди конгломератов и вулканитов формации Матагальпа, в котором медная минерализация представлена малахитом и азуритом.
В середине 1980-х годов при помощи СССР, Кубы и других социалистических стран Никарагуа превратилась в аграрно-индустриальную страну (уже в 1985 году промышленность составляла 27 % от ВВП страны, а сельское хозяйство — 23 %), однако в связи с ухудшением состояния оборудования горнорудной промышленности к концу 1980-х годов добыча меди была прекращена.
25 февраля 1990 года президентом страны стала Виолета Барриос де Чаморро, при поддержке США начавшая политику неолиберальных реформ, в результате которых в стране начался экономический кризис, сопровождавшийся деиндустриализацией (уже к 1994 году доля сельского хозяйства увеличилась до 32,8 % ВВП, промышленности — сократилась до 17,3 % ВВП). К началу 2000-х годов ситуация в экономике стабилизировалась. Никарагуа вновь превратилась в аграрную страну, основой экономики которой стало сельское хозяйство.
По состоянию на 2010 год, разработка медных месторождений и добыча меди на территории Никарагуа не производились.